# Michael Ross (scheidsrechter)
Michael Ross (5 maart 1961) is een voormalig voetbalscheidsrechter uit Noord-Ierland. Hij floot zeven jaar op het hoogste niveau in Europa. Ross zwaaide eind 2006 af als internationaal arbiter, nadat hij 45 jaar was geworden.

## Interlands
| Datum      | Wedstrijd                | Uitslag | Competitie        | Kreeg geel | Kreeg voor de tweede keer geel en dus rood | Weggestuurd |
| ---------- | ------------------------ | ------- | ----------------- | ---------- | ------------------------------------------ | ----------- |
| 09-06-1999 | Andorra – Frankrijk      | 0 – 1   | EK-kwalificatie   | 5          | 0                                          | 2           |
| 29-03-2000 | Wales – Finland          | 1 – 2   | Vriendschappelijk | 2          | 0                                          | 0           |
| 05-09-2001 | Azerbeidzjan – Macedonië | 1 – 1   | WK-kwalificatie   | 6          | 0                                          | 0           |
| 18-02-2004 | Wales – Schotland        | 4 – 0   | Vriendschappelijk | 0          | 0                                          | 0           |
| 16-08-2006 | Faeröer – Georgië        | 0 – 6   | EK-kwalificatie   | 2          | 0                                          | 0           |